# Brachininae
Los braquininos (Brachininae) son una subfamilia de coleópteros adéfagos de la familia Carabidae. Esta subfamilia, junto con las tribus de la subfamilia Paussinae, Paussini, Ozaenini y Metriini, llevan el nombre común de escarabajos bombarderos porque usan una defensa química que produce pequeñas explosiones.

## Tribus
Se reconocen las siguientes:
- Brachinini Bonelli, 1810
- Crepidogastrini Jeannel, 1949

## Géneros
- Aptinoderus Hubenthal, 1919
- Aptinus Bonelli, 1810 (incertae sedis)
- Brachinulus Basilewsky, 1958
- Brachinus Weber, 1801
- Brachynillus Reitter, 1904
- Crepidogaster Boheman, 1848
- Crepidogastrillus Basilewsky, 1959
- Crepidogastrinus Basilewsky, 1957
- Crepidolomus Basilewsky, 1959
- Crepidonellus Basilewsky, 1959
- Mastax Fischer von Waldheim, 1828
- Pheropsophus Solier, 1833
- Styphlodromus Basilewsky, 1959
- Styphlomerus Chaudoir, 1875